# Хутор 8-й
Хутор 8-й — упразднённый хутор в Кизильском районе Челябинской области. На момент упразднения входил в состав сельсовета Путь Октября. Исключён из учётных данных в 1985 году.

## География
Располагался на левом берегу реки Сухая Амамбайка (приток реки Амамбайка), на расстоянии примерно 4 км по прямой к юго-востоку от поселка Амамбайка.

## История
По данным на 1970 год хутор Хутор № 8 входил в состав  сельсовета Путь Октября. В нём располагалась ферма 2-го отделения совхоза «Путь Октября».
Исключен из учётных данных Решением Челябинского облисполкома от 30 декабря 1985 года № 573.

## Население
| 1970 | 1977 | 1983 |
| ---- | ---- | ---- |
| 18   | ↘17  | ↘5   |